# Elizeu Zaleski dos Santos
Elizeu Zaleski dos Santos (Francisco Beltrão, 12 de novembro de 1986) é um lutador brasileiro de artes marciais mistas (MMA). Ele foi o ex-campeão peso-meio-médio do Jungle Fight e atualmente compete na categoria peso-meio-médio do Ultimate Fighting Championship (UFC).

## Biografia
Zaleski nasceu em Francisco Beltrão, Paraná. Ele cresceu treinando capoeira desde os nove anos de idade. Zaleski fez a transição para o MMA aos 20 anos e começou a competir profissionalmente logo depois.

## Carreira no MMA

### Início de carreira
Zaleski iniciou sua carreira no MMA em 8 de novembro de 2009 e lutou por muitas promoções, notavelmente o Jungle Fight, Smash e Amazon Fight no Brasil. Ele foi o ex-campeão peso-meio-médio do Jungle Fight e construiu um cartel de 14–4, com 13 vitórias pela via rápida e 1 por decisão, antes de entrar para o UFC.

### Ultimate Fighting Championship

#### 2015
Zaleski fez sua estreia na organização em 30 de maio de 2015, no UFC Fight Night: Condit vs. Alves, contra Nicolas Dalby. Zaleski superou Dalby em pé, conectando 16 golpes significativos a mais, mas os juízes deram a vitória por decisão dividida para Dalby, que conseguiu derrubar Zaleski com sucesso seis vezes.

#### 2016
Ele enfrentou Omari Akhmedov em sua luta seguinte no UFC on Fox: Teixeira vs. Evans em 16 de abril de 2016. Ele venceu a luta e conquistou sua primeira vitória no UFC por nocaute no terceiro round. A luta lhe rendeu seu primeiro prêmio de Luta da Noite.
Em 1 de outubro de 2016, Zaleski retornou para enfrentar Keita Nakamura no UFC Fight Night: Lineker vs. Dodson. Após três rounds, ele venceu a luta por decisão unânime com os placares de (29–28, 29–28, 29–28).

#### 2017
Zaleski enfrentou Lyman Good, ex-campeão do Bellator e CFFC, em 22 de julho de 2017, no UFC on Fox: Weidman vs. Gastelum. Ele venceu a luta disputada por decisão dividida. A luta também lhe rendeu seu segundo prêmio de Luta da Noite.
Zaleski enfrentou Max Griffin em 28 de outubro de 2017, no UFC Fight Night: Brunson vs. Machida. Ele venceu a luta por decisão unânime. A vitória também lhe rendeu seu terceiro prêmio de Luta da Noite.

#### 2018
Zaleski era esperado para enfrentar Jack Marshman em 17 de março de 2018, no UFC Fight Night: Werdum vs. Volkov. No entanto, em 19 de fevereiro de 2018, Zaleski anunciou que estava se retirando da luta por causa de uma lesão no joelho. Ele foi substituído por Brad Scott.
Zaleski enfrentou Sean Strickland em 12 de maio de 2018, no UFC 224. Ele venceu a luta por nocaute no primeiro round.
Zaleski estava agendado para enfrentar Belal Muhammad em 22 de setembro de 2018, no UFC Fight Night: Santos vs. Anders. Em 14 de setembro de 2018, Muhammad foi retirado da luta e foi substituído pelo estreante Luigi Vendramini. Ele venceu a luta por nocaute no segundo round.
Zaleski estava agendado para enfrentar Li Jingliang em 25 de novembro de 2018, no UFC Fight Night: Blaydes vs. Ngannou 2. No entanto, em 27 de outubro de 2018, foi relatado que Zaleski se retirou da luta devido a uma ruptura parcial do ligamento em seu joelho direito.

#### 2019
Zaleski enfrentou Curtis Millender em 9 de março de 2019, no UFC Fight Night: Lewis vs. dos Santos. Ele venceu a luta por finalização no primeiro round.
Zaleski era esperado para enfrentar Neil Magny em 18 de maio de 2019, no UFC Fight Night: Iaquinta vs. Cowboy. No entanto, em 28 de março de 2019, dos Santos anunciou que não havia sido contatado pelo UFC sobre a luta.
Um confronto com Li Jingliang foi remarcado e ocorreu em 31 de agosto de 2019, no UFC Fight Night: Andrade vs. Zhang. Ele perdeu a luta por nocaute técnico no terceiro round.

#### 2020
Como a última luta de seu contrato vigente, Zaleski enfrentou Alexey Kunchenko em 14 de março de 2020, no UFC Fight Night: Lee vs. Oliveira. Ele venceu a luta por decisão unânime.
Como a primeira luta de seu novo contrato de quatro lutas, Zaleski enfrentou Muslim Salikhov em 11 de julho de 2020, no UFC 251. Ele perdeu a luta por decisão dividida. Entre os veículos de mídia, 14 de 16 pontuaram a luta para Zaleski.
Zaleski era esperado para enfrentar o estreante na organização Shavkat Rakhmonov em 24 de outubro de 2020 no UFC 254. No entanto, Zaleski se retirou no final de setembro devido a uma lesão no joelho que exigiu cirurgia.

#### 2021
Zaleski enfrentou o estreante na organização Benoît Saint-Denis em 30 de outubro de 2021, no UFC 267. Depois de quase finalizar Saint-Denis no segundo round, ele venceu a luta por decisão unânime.

#### 2022
Zaleski estava agendado para enfrentar Mounir Lazzez em 16 de abril de 2022, no UFC on ESPN: Luque vs. Muhammad 2. No entanto, Zaleski se retirou na semana da luta por motivos pessoais e foi substituído por Ange Loosa.
Em 22 de setembro de 2022, foi anunciado que a Agência antidopagem dos Estados Unidos (USADA) suspendeu Zaleski por 1 ano após testar positivo para ostarina em um teste fora de competição em 14 de março de 2022. Zaleski e sua equipe alegaram que o teste foi devido a um suplemento contaminado. Ele foi elegível para retornar apenas em 14 de março de 2023.

#### 2023
Zaleski enfrentou Abubakar Nurmagomedov em 3 de junho de 2023, no UFC on ESPN: Kara-France vs. Albazi. Ele venceu a luta por decisão dividida.
Zaleski enfrentou Rinat Fakhretdinov em 4 de novembro de 2023, no UFC Fight Night: Almeida vs. Lewis. A luta terminou em um empate majoritário.

#### 2024
Zaleski enfrentou Randy Brown em 1 de junho de 2024, no UFC 302. Ele perdeu a luta por decisão unânime.
Zaleski estava agendado para enfrentar Nicolas Dalby em uma revanche em 9 de novembro de 2024, no UFC Fight Night: Magny vs. Prates. No entanto, Dalby se retirou da luta por motivos desconhecidos e foi substituído pelo estreante na organização Zach Scroggin com menos de uma semana aviso. Na pesagem, Scroggin pesou 174 libras (78,92 kg), três libras acima do limite do peso-meio-médio para lutas sem cinturão em jogo. A luta prosseguiu em peso casado e Scroggins foi multado em uma porcentagem de sua bolsa, que foi para Zaleski. Zaleski venceu a luta por nocaute técnico aos 75 segundos do primeiro round.

#### 2025
Zaleski enfrentou Chidi Njokuani em 15 de março de 2025, no UFC Fight Night: Vettori vs. Dolidze 2. Na pesagem, Njokuani pesou 172,5 libras (78,24 kg), uma libra e um quarto acima do limite do peso-meio-médio para lutas sem cinturão em jogo. A luta prosseguiu em peso casado e Njokuani foi multado em 20 por cento de sua bolsa, que foi para Zaleski dos Santos. Zaleski perdeu a luta por nocaute técnico com uma joelhada e cotoveladas no segundo round.
Zaleski enfrentou Neil Magny em 2 de agosto de 2025, no UFC on ESPN: Taira vs. Park. Zaleski perdeu a luta por nocaute técnico no final do segundo round.

## Campeonatos e realizações

### Artes marciais mistas
- Ultimate Fighting Championship
  - Luta da Noite (Três vezes) vs. Omari Akhmedov, Lyman Good e Max Griffin[9][13][16]
  - Prêmios do UFC.com
    - 2018: 5º lugar em Nocaute do Ano vs. Sean Strickland[60]

- Jungle Fight
  - Campeão Peso-Meio-Médio do Jungle Fight (Uma vez)
    - Uma defesa de cinturão bem-sucedida

- SMASH Fight
  - Campeão do Torneio dos Meio-Médios do SMASH Fight

## Vida pessoal
Seu apelido "Capoeira" surgiu pois seu primeiro esporte de combate foi a capoeira.

## Cartel no MMA
| Cartel no MMA   |             |             |
| 36 lutas        | 25 vitórias | 10 derrotas |
| Por nocaute     | 15          | 3           |
| Por finalização | 3           | 2           |
| Por decisão     | 7           | 5           |
| Empates         | 1           | 1           |

| Res.    | Cartel  | Oponente               | Método                                   | Evento                                 | Data       | Round | Tempo | Local                  | Notas                                                                       |
| ------- | ------- | ---------------------- | ---------------------------------------- | -------------------------------------- | ---------- | ----- | ----- | ---------------------- | --------------------------------------------------------------------------- |
| Derrota | 25-10-1 | Neil Magny             | Nocaute técnico (socos)                  | UFC on ESPN: Taira vs. Park            | 02/08/2025 | 2     | 4:39  | Las Vegas, Nevada      |                                                                             |
| Derrota | 25–9–1  | Chidi Njokuani         | Nocaute Técnico (joelhada e cotoveladas) | UFC Fight Night: Vettori vs. Dolidze 2 | 15/03/2025 | 2     | 2:19  | Las Vegas, Nevada      | Luta em peso casado (78,1 kg); Njokuani não bateu o peso.                   |
| Vitória | 25–8–1  | Zach Scroggin          | Nocaute Técnico (socos)                  | UFC Fight Night: Magny vs. Prates      | 09/11/2024 | 1     | 1:15  | Las Vegas, Nevada      | Luta em peso casado (78,9 kg); Scroggin não bateu o peso.                   |
| Derrota | 24–8–1  | Randy Brown            | Decisão (unânime)                        | UFC 302: Makhachev vs. Poirier         | 01/06/2024 | 3     | 5:00  | Newark, Nova Jérsei    |                                                                             |
| Empate  | 24–7–1  | Rinat Fakhretdinov     | Empate (majoritário)                     | UFC Fight Night: Almeida vs. Lewis     | 04/11/2023 | 3     | 5:00  | São Paulo              |                                                                             |
| Vitória | 24–7    | Abubakar Nurmagomedov  | Decisão (dividida)                       | UFC on ESPN: Kara-France vs. Albazi    | 03/06/2023 | 3     | 5:00  | Las Vegas, Nevada      |                                                                             |
| Vitória | 23–7    | Benoît Saint Denis     | Decisão (unânime)                        | UFC 267: Błachowicz vs. Teixeira       | 30/10/2021 | 3     | 5:00  | Abu Dhabi              | Zaleski dos Santos perdeu 1 ponto no 3º round devido a um golpe na virilha. |
| Derrota | 22–7    | Muslim Salikhov        | Decisão (dividida)                       | UFC 251: Usman vs. Masvidal            | 12/07/2020 | 3     | 5:00  | Abu Dhabi              |                                                                             |
| Vitória | 22–6    | Alexey Kunchenko       | Decisão (unânime)                        | UFC Fight Night: Lee vs. Oliveira      | 14/03/2020 | 3     | 5:00  | Brasília               |                                                                             |
| Derrota | 21–6    | Li Jingliang           | Nocaute Técnico (socos)                  | UFC Fight Night: Andrade vs. Zhang     | 31/08/2019 | 3     | 4:51  | Shenzhen               |                                                                             |
| Vitória | 21–5    | Curtis Millender       | Finalização (mata-leão)                  | UFC Fight Night: Lewis vs. dos Santos  | 09/03/2019 | 1     | 2:35  | Wichita, Kansas        |                                                                             |
| Vitória | 20–5    | Luigi Vendramini       | Nocaute (joelhada voadora e socos)       | UFC Fight Night: Santos vs. Anders     | 22/09/2018 | 2     | 1:20  | São Paulo              |                                                                             |
| Vitória | 19–5    | Sean Strickland        | Nocaute (chute rodado e socos)           | UFC 224: Nunes vs. Pennington          | 12/05/2018 | 1     | 3:40  | Rio de Janeiro         |                                                                             |
| Vitória | 18–5    | Max Griffin            | Decisão (unânime)                        | UFC Fight Night: Brunson vs. Machida   | 28/10/2017 | 3     | 5:00  | São Paulo              | Luta da Noite.                                                              |
| Vitória | 17–5    | Lyman Good             | Decisão (dividida)                       | UFC on Fox: Weidman vs. Gastelum       | 22/07/2017 | 3     | 5:00  | Uniondale, Nova Iorque | Luta da Noite.                                                              |
| Vitória | 16–5    | Keita Nakamura         | Decisão (unânime)                        | UFC Fight Night: Lineker vs. Dodson    | 01/10/2016 | 3     | 5:00  | Portland, Oregon       |                                                                             |
| Vitória | 15–5    | Omari Akhmedov         | Nocaute Técnico (joelhadas e socos)      | UFC on Fox: Teixeira vs. Evans         | 16/04/2016 | 3     | 3:03  | Tampa, Flórida         | Luta da Noite.                                                              |
| Derrota | 14–5    | Nicolas Dalby          | Decisão (dividida)                       | UFC Fight Night: Condit vs. Alves      | 30/05/2015 | 3     | 5:00  | Goiânia                |                                                                             |
| Vitória | 14–4    | Eduardo Ramon          | Finalização (mata-leão)                  | Jungle Fight 75                        | 18/12/2014 | 2     | 2:07  | Belém                  | Defendeu o Cinturão Meio-Médio do Jungle Fight.                             |
| Vitória | 13–4    | Itamar Rosa            | Nocaute (socos)                          | Jungle Fight 71                        | 19/07/2014 | 1     | 1:59  | São Paulo              | Ganhou o Cinturão Meio-Médio vago do Jungle Fight.                          |
| Vitória | 12–4    | Rodrigo Souza          | Nocaute (socos)                          | Jungle Fight 65                        | 02/02/2014 | 2     | 2:57  | Bahia                  |                                                                             |
| Vitória | 11–4    | Josenildo Ramalho      | Nocaute (socos)                          | Jungle Fight 59                        | 12/10/2013 | 1     | 2:42  | Rio de Janeiro         |                                                                             |
| Derrota | 10–4    | Guilherme Vasconcelos  | Finalização (mata-leão)                  | Jungle Fight 54                        | 29/06/2013 | 2     | 2:20  | Rio de Janeiro         |                                                                             |
| Vitória | 10–3    | Ricardo Silva          | Nocaute (socos)                          | SMASH Fight 1                          | 03/05/2013 | 1     | 1:16  | Curitiba               | Venceu o Torneio Meio-Médio do SMASH Fight.                                 |
| Vitória | 9–3     | Gilmar Dutra Lima      | Nocaute (soco)                           | SMASH Fight 1                          | 03/05/2013 | 1     | 0:27  | Curitiba               | Semifinal do Torneio Meio-Médio do SMASH Fight.                             |
| Derrota | 8–3     | Franklin Jensen        | Decisão (unânime)                        | Sparta MMA 1                           | 29/09/2012 | 3     | 5:00  | Itajaí                 |                                                                             |
| Vitória | 8–2     | Misael Chamorro        | Finalização (mata-leão)                  | Beltrão Combat 1                       | 19/05/2012 | 2     | 1:35  | Francisco Beltrão      |                                                                             |
| Derrota | 7–2     | Viscardi Andrade       | Finalização (mata-leão)                  | Max Fight 11                           | 17/03/2012 | 2     | 1:27  | Campinas               |                                                                             |
| Derrota | 7–1     | José de Ribamar        | Decisão (dividida)                       | Amazon Fight 10                        | 07/12/2011 | 3     | 5:00  | Belém                  |                                                                             |
| Vitória | 7–0     | Jackson Pontes         | Nocaute Técnico (socos)                  | Max Fight 10                           | 10/11/2011 | 1     | 2:42  | São Paulo              |                                                                             |
| Vitória | 6–0     | João Paulo Prado       | Nocaute Técnico (desistência)            | Vale FC 1                              | 06/08/2011 | 2     | 5:00  | Taubaté                |                                                                             |
| Vitória | 5–0     | Misael Chamorro        | Nocaute Técnico (socos)                  | Big Bold's Night 1                     | 13/11/2010 | 1     | N/A   | Cascavel               |                                                                             |
| Vitória | 4–0     | Dyego Roberto          | Nocaute Técnico (chute no corpo)         | Samurai Fight Combat 3                 | 25/04/2010 | 3     | 4:16  | Curitiba               |                                                                             |
| Vitória | 3–0     | Christian Tide Squeti  | Decisão (dividida)                       | Londrina Fight Show 1                  | 13/12/2009 | 3     | 5:00  | Londrina               |                                                                             |
| Vitória | 2–0     | Wellington Morgenstern | Nocaute (socos)                          | B33 Fight 8                            | 15/11/2009 | 1     | N/A   | Ponta Grossa           |                                                                             |
| Vitória | 1–0     | Douglas Jandozo        | Nocaute (socos)                          | G1 Open Fight 7                        | 08/11/2009 | 1     | 3:03  | Joaquim Távora         | Estreia no peso-meio-médio.                                                 |